# Gila
|  | Pel que fa a altres significats, vegeu Gila (desambiguació). |

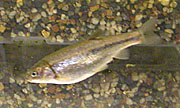
Gila orcuttii

 Gila és un gènere de peixos de la família dels ciprínids i de l'ordre dels cipriniformes.

## Taxonomia
- Gila alvordensis (Hubbs & Miller, 1972)
- Gila atraria (Girard, 1856)
- Gila bicolor (Girard, 1856)
- Gila boraxobius (Williams & Bond, 1980)
- Gila brevicauda (Norris, Fischer & Minckley, 2003)[2]
- Gila coerulea (Girard, 1856)
- Gila conspersa (Garman, 1881)
- Gila crassicauda (Baird & Girard, 1854) †
- Gila cypha (Miller, 1946)
- Gila ditaenia (Miller, 1945)
- Gila elegans (Baird & Girard, 1853)
- Gila eremica (De Marais, 1991)
- Gila intermedia (Girard, 1856)
- Gila minacae (Meek, 1902)
- Gila modesta (Garman, 1881)
- Gila nigra (Cope, 1875)
- Gila nigrescens (Girard, 1856)
- Gila orcuttii (Eigenmann & Eigenmann, 1890)
- Gila pandora (Cope, 1872)
- Gila pulchra (Girard, 1856)
- Gila purpurea (Girard, 1856)
- Gila robusta (Baird & Girard, 1853)
- Gila seminuda (Cope & Yarrow, 1875)[3][4][5][6][7][8][9]